# Project HOMERUN
Operation Home Run  var en efterretningsoperation under Den Kolde Krig og havde sit udgangspunkt fra Thule Air Base (TAB) i starten af 1956. Opgaven var at fotografere Sovjetunionens nordligste kyster.
Opgaven har været hemmeligholdt indtil nu.